# Alexander Vencel
Alexander Vencel est un footballeur international slovaque, devenu entraîneur, né le 2 mars 1967 à Bratislava. Il évoluait au poste de gardien de but.
Son père, Alexander Vencel, qui était lui aussi footballeur, a participé à la Coupe du monde 1970 avec la Tchécoslovaquie.

## Biographie

### En club
Lors de son passage en France, il joue 222 matchs en Division 1, et 150 en Division 2.
Il joue quatre matchs en Ligue des champions avec le Slovan Bratislava et atteint les huitièmes de finales de la Coupe de l'UEFA en 1997 avec le RC Strasbourg.

### En équipe nationale
Alexander Vencel est sélectionné à 19 reprises avec l'équipe de Slovaquie et à deux reprises avec l'équipe de Tchécoslovaquie.
Il joue son premier match avec la Tchécoslovaquie le 25 septembre 1991, en amical contre la Norvège (victoire : 2-3 à Oslo). Il joue son premier match avec la Slovaquie le 16 août 1994, en amical contre Malte (score : 1-1 à Bratislava).  
Il participe avec la Slovaquie aux éliminatoires de l'Euro 1996 (un match), puis aux éliminatoires du mondial 1998 (cinq matchs), et enfin aux éliminatoires de l'Euro 2000 (trois matchs).

### Reconversion
Après sa retraite, il passe par la case d'entraîneur des gardiens du centre de formation du Havre AC et entraineur des U19. Puis il devient entraîneur des gardiens du RC Strasbourg entre 2006 et 2010.
Il dispose de la licence UEFA PRO et UEFA A Goalkeeping.
Entre 2011 et 2017, il devient responsable du contenu pour le programme Goalkeeping de la FIFA où il travaille en tant que consultant. Il est chargé de la préparation du matériel éducatif (livre et 6 DVDs). Il dirigea 64 séminaires de formation d'entraineurs et d'instructeurs à travers le monde durant cette période.
Depuis 2017, il est aussi un instructeur de l'UEFA pour la formation des entraineurs des gardiens (UEFA A Goalkeeping).
Depuis 2018, il est entraineur des gardiens de l'équipe nationale de Jordanie et responsable du développement des gardiens et entraîneurs dans le pays.
Il est auteur de 5 ouvrages et 4 DVD pour l'entrainement des gardiens. Il possède également une application mobile Goalkeeper Training pour Android et IOS.

## Palmarès

### En club
- Champion de Tchécoslovaquie en 1992 avec le Slovan Bratislava
- Champion de Slovaquie en 1994 avec le Slovan Bratislava
- Vainqueur de la Coupe de Slovaquie en 1994 avec le Slovan Bratislava
- Vainqueur de la Coupe de la Ligue en 1997 avec le RC Strasbourg
- Finaliste de la Coupe de France en 1995 avec le RC Strasbourg

### Distinction personnelles
- Élu Étoile d'Or France Football du meilleur gardien du championnat de France en 1999

## Stats de carrière
| Saison  | Club              | Pays           | Matches | Buts |
| ------- | ----------------- | -------------- | ------- | ---- |
| 1984/85 | Slovan Bratislava | Czechoslovakia | 1       | 0    |
| 1987/88 | Slovan Bratislava | Czechoslovakia | 0       | 0    |
| 1988/89 | Slovan Bratislava | Czechoslovakia | 12      | 0    |
| 1989/90 | RH Cheb           | Czechoslovakia | 28      | 0    |
| 1990/91 | Slovan Bratislava | Czechoslovakia | 30      | 0    |
| 1991/92 | Slovan Bratislava | Czechoslovakia | 30      | 0    |
| 1992/93 | Slovan Bratislava | Czechoslovakia | 29      | 0    |
| 1993/94 | Slovan Bratislava | Czechoslovakia | 31      | 0    |
| 1994/95 | RC Strasbourg     | France         | 37      | 0    |
| 1995/96 | RC Strasbourg     | France         | 38      | 0    |
| 1996/97 | RC Strasbourg     | France         | 30      | 0    |
| 1997/98 | RC Strasbourg     | France         | 32      | 0    |
| 1998/99 | RC Strasbourg     | France         | 30      | 0    |
| 1999/00 | RC Strasbourg     | France         | 17      | 0    |
| 2000/01 | Le Havre AC       | France         | 38      | 0    |
| 2001/02 | Le Havre AC       | France         | 38      | 0    |
| 2002/03 | Le Havre AC       | France         | 38      | 0    |
| 2003/04 | Le Havre AC       | France         | 36      | 0    |
| 2004/05 | Le Havre AC       | France         | 38      | 0    |